# Henk van Santen
Henk van Santen (Amsterdam, 11 januari 1955 – 2 augustus 2019) was een Nederlands voetballer die in de jaren zeventig uitkwam voor achtereenvolgens AFC Ajax en FC Twente.

## Loopbaan
Van Santen begon bij Amstelland en ging in 1974 over van de jeugdopleiding naar de eerste selectie van Ajax. Hij kwam in deze periode uit voor Jong Oranje en het Nederlands militaire elftal, maar wist geen vaste plaats bij Ajax te bemachtigen. Wel kwam hij zes keer uit in een Europees duel. Ook speelde hij in het Nederlands militair elftal dat in 1975 tweede werd tijdens de militaire wereldkampioenschappen.
In 1976 werd de middenvelder getransfereerd naar FC Twente. In zijn eerste seizoen kwam hij tot twaalf optredens. Op 23 oktober 1976 maakte hij zijn enige goal in de Eredivisie, in een met 3-1 verloren wedstrijd tegen NAC. Vanaf 1977 raakte hij door een hardnekkige liesblessure op een zijspoor en werd hij niet meer opgesteld. In 1978 werd hij afgekeurd voor het betaald voetbal. In de zomer van 1979 deed Van Santen een poging terug te keren bij FC Twente en speelde hij enkele oefenwedstrijden voor deze club. Nadat de liesblessure opnieuw begon op te spelen, zette hij zijn voetballoopbaan definitief stop en liet hij zich overschrijven naar SV Amstelland.
Henk van Santen overleed in 2019 op 64-jarige leeftijd.